# Cayennepeber
Cayennepeber er frugten fra Capsicum frutescens eller Capsicum annuum. Det er almindeligvis en moderat stærk chilipeber, der bruges som krydderi. Cayenne-peberfrugter bliver 10 til 25 cm lange, og frugterne er generelt magre og ofte rødfarvede, ofte med en buet spids og bølget skind. De fleste sorter er generelt klassificeret på 30.000 til 50.000 Scoville-enheder.
For at lave krydderiet cayennepeber bliver frugterne tørret og derefter malet. Til tider er krydderiet cayenne dog lavet af en blanding af forskellige typer peberfrugter.